# Chou Wen-chung
Chou Wen-chung (chino: 周 文 中; pinyin: Zhōu Wénzhōng; Yantai, Shandong, 29 de junio de 1923-25 de octubre de 2019) fue un compositor sinoestadounidense de música clásica contemporánea. Emigró en 1946 a los Estados Unidos y recibió su formación musical en el Conservatorio de Nueva Inglaterra y la Universidad de Columbia. Fue considerado por Nicolas Slonimsky de ser uno de los primeros compositores chinos que ha logrado traducir auténticamente los melo-ritmos orientales en los términos de la moderna música occidental.

## Vida

### Primeros años en China
Chou creció en China y desarrolló un temprano amor por la música. ("Imágenes y Sonidos" es un ensayo de Chou de sus primeras influencias musicales.) La música Qin, en particular, demostró ser fértil en sus futuras exploraciones. Chou describió sus primeras exploraciones con instrumentos musicales:
Mientras estaba en Qingdao, descubrí el significado de la música en la vida cuando oí a nuestra familia disfrutar de su tiempo libre tocando instrumentos, cantando y bebiendo. También quedé fascinado con el armonio de pedales, que tocaba primero como el acelerador de un coche, y luego descubrí su efecto dinámico...Sin embargo, fue en Wuhan que descubrí el violín, cuando mis hermanos mayores y yo compramos un violín de tamaño infantil como juguete. ¡Mi hermano mayor, Wen-tsing, de inmediato, comenzó a tomar lecciones y me reclutó como su "alumno"! He tocado el erhu, estudié el violín y me enseñé un popurrí de instrumentos como la mandolina, la armónica y la sierra musical.
Durante la Segunda Guerra Mundial, fue persuadido para estudiar ingeniería civil para ayudar a modernizar China. Después del bachillerato, Chou estudió Arquitectura en la Universidad San Juan de Shanghái. Chou escribió en su biografía: "elegí la arquitectura como un compromiso entre el arte y la ciencia, en gran parte influenciado por el comentario de John Ruskin sobre la arquitectura como 'música congelada.' " En el primer semestre, los estudios de Chou fueron interrumpidos a causa del comienzo de la Segunda Guerra Mundial y tuvo que reubicarse y continuar sus estudios en la Universidad Guangxi y en la Universidad de Chongqing. Chou asistió a la Universidad Guangxi entre 1942 y 1944 y logró encontrar tiempo para componer música por su cuenta y a educarse en la cultura occidental a través de la lectura de los libros de la biblioteca, a pesar de los ataques aéreos nocturnos y sus estudios de ingeniería civil. Chou tuvo que mudarse de nuevo en 1944 y continuó sus estudios en la Universidad de Chongqing donde recibió su grado en Arquitectura.

### Punto de inflexión – Estudio y enseñanza de la música en los Estados Unidos
En 1946, rechazó una beca de estudios en arquitectura en la Universidad de Yale, con el fin de continuar con la música, estudiando con Nicolas Slonimsky en el Conservatorio de Nueva Inglaterra y con Edgard Varèse y Otto Luening en Nueva York. En una conversación con Frank J. Oteri publicada en NewMusicBox en 2013, Chou describe las dificultades que había en ese momento: 
Durante más de una semana, me quedé en mi habitación. No podía decidir si realmente quería continuar con esta beca. ¿Puede usted creerlo? La única manera de que yo podía venir a este país era consiguiendo una beca para la universidad de Yale y registrarme como estudiante. Así que fui a ver al decano, diciendo que yo había decidido no continuar. Habiendo sido [más tarde] decano yo mismo, sé lo que sintió. Pero yo sentía que no tenía otra opción. Eso te muestra otra cosa importante acerca de ser un artista. Si tienes la convicción en tu arte, tienes que ser atrevido. No te importa lo que los críticos o lo que otros artistas dirían. Tú lo vas a hacer. Tienes que entender el riesgo que tomé. Me dieron una tremenda beca. No tenía más dinero. No podía sobrevivir. Además podía tener problemas con el gobierno estadounidense, la oficina de inmigración, ya que mi visa se basaba en ir a la universidad de Yale. Pero nunca pensé en esas preguntas. Tomé un tren de regreso a Boston, donde mi hermano vivía, y pensé que realmente me echaría o me enviaría de vuelta a China. Pero no. Él cogió una carta y dijo, "Esta es la carta de tu padre. Léela". La abrí. Era la letra de mi padre. "Sé  que Wen-chung realmente quiere ser un compositor, estudiar música. Si tiene que hacerlo, déjalo.

Chou estudió composición con Otto Luening en la Universidad de Columbia en Nueva York. En el periodo de 1949 y 1954 conoció a Edgard Varèse y tomó lecciones privadas con él. Más tarde el compositor de origen francés se convirtió en su mentor y amigo de toda la vida.

La síntesis de los sonidos de oriente y occidente han sido el propósito a lo largo de la vida de Chou. Durante sus primeros años como compositor en Nueva York, una experiencia cambió su perspectiva sobre cómo incorporar diferentes elementos culturales. Peter Chang describió este incidente en detalle:
En una ocasión, Chou mostró su fugas con un sabor chino a Bohuslav Martinu, que comenzó a leerlas en el piano y de repente se detuvo después de un par de medidas. Miró a Chou y simplemente pronunció una sola palabra: "¿por qué?" Chou no pudo responder. Tanta vergüenza lo perturbó profundamente y le hizo darse cuenta de que la sustitución de pentatónicas por modos heptatónicos en la fuga, que habían sido desarrollados en la tradición heptatónica y triádica, era como poner palabras chinas en la boca de Bach. La fuga era el lenguaje natural de Bach, pero no de él. Chou cree que esta fue una de las lecciones más grandes que tuvo porque, comenzando con la palabra "por qué", tenía que satisfacer sus propias preguntas antes de seguir adelante.
Después de esa experiencia y con el estímulo de Slonimsky, Chou decidió no buscar la combinación artificial de las melodías chinas y la armonía occidental, sino estudiar seriamente la música y la cultura chinas. El encuentro de Chou con la cultura occidental le ayudó a ver y apreciar su propia cultura con una nueva luz. Para volver a aprender y a interpretar su propia tradición, en 1955, Chou regresó a China durante dos años para investigar la música clásica y teatro en China.
Slonimsky comentó sobre cómo Chou fusionó con éxito dos materiales musicales aparentemente incompatibles y escribió:
Cuando las melodías pentatónicas de oriente están armonizadas en esta manera convencional, la incompatibilidad entre la melodía y el ajuste armónico es tal que la misma esencia de la melodía oriental es destruida. Aún más difícil es la representación de algunos intervalos microtonales propios de algunos países de Oriente. Chou Wen-Chung es, posiblemente, el primer compositor Chino que ha intentado traducir los melo-ritmos orientales en los términos de la moderna música occidental... Él plantea el problema de la conciliación entre el pentatonicismo melódico y la disonancia.
En 1954,  se convirtió en el primer asistente técnico del Laboratorio de Música Electrónica de Columbia y fue simultáneamente nombrado director de un proyecto de investigación sobre música y teatro chinos. Esta investigación reforzó sus propias convicciones estéticas y lo llevó a sintetizar teorías de caligrafía, qin, tonos sencillos e I Ching, todos los cuales representan un nuevo terreno en su pensamiento compositivo. Como presidente de la División de Música de la Universidad de Columbia, fue fundamental para proporcionar a su programa de composición un claro sentido de la visión artística. Chou también se distinguió como vicedecano de la Escuela de las Artes y director del Centro Fritz Reiner de Música Contemporánea en la Universidad de Columbia. Entre sus notables estudiantes se encuentran Zhou Long, Chen Yi, Tan Dun, Chinary Ung, Ge Gan-ru, Bright Sheng, James Tenney, Jing Jing Luo, Michael Rosenzweig, Faye-Ellen Silverman, Jacques-Louis Monod y Anne LeBaron.

## Carrera
Fue protegido del compositor Edgard Varèse, sin embargo, Chou ha buscado en su música no solo propagar conceptos Varèsianos, sino ir más allá de la sombra de su profesor. De la tradición puramente occidental de Varèse, la música de Chou evoluciona desde la polinización intercultural, integrando oriente y occidente, con la necesaria comprensión de ambas culturas. Puede ser considerado como el fundador del idioma musical chino contemporáneo, el cual establece el estándar y un ejemplo a emular para las generaciones venideras.
Las ideas revolucionarias de Chou produjeron una percepción más amplia e integrada de la música china por parte de académicos y legos de oriente y occidente. Reconoce la contribución intrínseca de la música qin y el concepto de tono individual a la música china, y lo que es más importante, reconoce su valor para los compositores. ( "The Twain Meet" de Leighton Kerner.) También es importante para su música el refinamiento de los tonos individuales. Él cree que Occidente ha dominado las estructuras formales, mientras que el Oriente sigue siendo insuperable en el control de sutiles inflexiones de tonos. Al emular los logros occidentales en el diseño formal, emplea estos matices no como mera decoración, sino como un elemento estructural claro. El arte de la caligrafía, en sus diversos niveles de significado, sirve constantemente como fundamento filosófico de la música. Una espontaneidad controlada y una intensidad tranquila derivada de un conocimiento íntimo de su arte y su cultura, junto con un proceso de crecimiento tan orgánico e inevitable como el de la naturaleza, siguen siendo elementos estilísticos necesarios. En última instancia, no busca tanto fusionar las divergentes tradiciones orientales y occidentales como internalizar y trascender los lenguajes y técnicas contemporáneas para crear un estilo íntimamente personal que refleje una sensibilidad genuina y moderna. ("Chou Wen-chung" por Nicolas Slonimsky)
Chou ha escrito para una variedad de medios. Sus obras han sido interpretadas por la orquesta de Chicago, Filadelfia, Nueva York, San Francisco, Berlín, París y Tokio. Ha recibido becas de las fundaciones Rockefeller, Guggenheim y Koussevitsky, del Instituto Nacional de las Artes y las Letras, el fondo Nacional de las Artes, y el New York State Council on the Arts. Él es Profesor Emérito de Composición Musical Fritz Reiner en la Universidad de Columbia (donde también es Director del Centro para el Intercambio de Artes entre Estados Unidos y China), y miembro de la Academia Americana y el Instituto de las Artes y las Letras.
Fue compositor en residencia en Tanglewood, Bennington y la Universidad de Illinois. Sus puestos en organizaciones musicales incluyeron la presidencia de CRI y del Consejo Editorial de Música Asiática. Es también miembro honorario vitalicio de la Liga Asiática de Compositores. Otras organizaciones de música contemporánea con las que está afiliado son la Liga ISCM, la Corporación Yaddo, la American Composers Alliance, el American Music Center y la American Society of University Composers.

## Estilos de composición y desarrollos

### Período Temprano
Las primeras obras de Chou comparten características comunes, como el uso de la poesía china como fuente de inspiración, y la cita directa de melodías chinas. Composiciones representativas de este periodo son Landscapes (1949), All in the Spring Wind (1952–1953), And the Fallen Petals (1954) y Willow Are New (1957).
Chou citó una canción folklórica tradicional "Flower and Drum Song de Fengyang" en Landscapes y esta pieza orquestal está inspirada en poemas que evocan el escenario y la atmósfera de un paisaje chino. Estos poemas "Under the Cliff, in the Bay", "The Sorrow of Parting" y "One Streak of Dying Light" se usan como subtítulos para indicar el estado de ánimo de las diferentes secciones de la obra.
Los académicos chinos tradicionalmente inscriben la poesía en una pintura y muchas de las primeras composiciones de Chou tienen inscripciones de antiguos poemas chinos. La poesía china sirvió de inspiración para And the Fallen Petals y All in the Spring Wind. Ambas obras se basan en un poema de la dinastía Tang del Sur titulado "Yi Jiangnan - Reminiscencia de los Territorios del Sur" de Li Yu. Peter Chang comentó que a través de estas primeras obras que Chou desarrolló un modo de pensamiento musical en términos de los principios artísticos literarios y visuales chinos, tales como el énfasis en el control del flujo de tinta en caligrafía, brevedad en las pinturas de paisajes, poesía en forma musical y representación pictórica de los gestos del juego qin.

### Período de madurez
En este período, la fuente inspiradora de Chou proviene del libro filosófico el I Ching (Libro de las mutaciones), cuyos contenidos dice que representan “los elementos germinales de todo lo que sucede en el universo, incluidos los fenómenos naturales, los asuntos humanos y las ideas”. Con base en los conceptos del yin y yang presentados en I Ching, Chou creó modos variables –un sistema de contenidos de intervalos y contenidos de tono que corresponden a los trigramas y hexagramas en el I Ching. Chou aplicó y experimentó los principios del I Ching en estructuras armónicas, temáticas, texturales y rítmicas.
A partir de finales de 1950, Chou comenzó a experimentar modos variables en sus composiciones. Jianjun clasificó las obras de Chou en dos categorías: composición "de relaciones pentatónicas" o "variable basada en los modos". La mayoría de las primeras obras de Chou son pentatónicas en las cuales dibujó sus inspiraciones de las melodías pentatónicas tradicionales chinas. La pieza metaphor (1960) marca el comienzo del período medio de Chou cuando utilizó los modos variables como un método compositivo para la organización de los tonos. Más tarde, aplicó los modos a otras obras como Cursive (1963), Pien (1966) y Yun (1969). Chou afirmó que la estructura de Pien se basa en el concepto de equilibrio entre las fuerzas positivas y negativas como se indica en I Ching.
El ideograma es otro concepto evolutivo que Chou experimentó al intentar sintetizar los elementos occidentales y orientales y reproducir los sonidos chinos a través de instrumentos de la orquesta occidental. Chou es un calígrafo consumado y después de años de practicar varios estilos y escrituras de escrituras caligráficas chinas, comenzó a ver los paralelos en el arte de la caligrafía y de la música. Chou escribió: "La escritura cursiva representa la esencia en el arte de la caligrafía china, ya que su expresividad depende únicamente del flujo espontáneo pero controlado de tinta que, a través de pinceladas, proyecta no solo líneas fluidas en interacción sino también densidad, textura y equilibrio... Estas cualidades, traducidas en términos musicales se encuentran a menudo en la música para instrumentos de viento y de cuerda del este. Chou compara el flujo de tinta con la densidad de la música y experimenta los ideogramas de la escritura cursiva en la pieza Cursive en 1963.
Los trabajos posteriores de Chou se movieron hacia la abstracción y desarrolló aún más el modo variable para hacerlo más flexible. Algunas notables composiciones son Beijing en la Niebla (1986), Ecos de la Garganta (1989), Picos azotados por el viento (1990), Concierto para Violonchelo y Orquesta (1990) y Nube (1996).
Chou escribió su segundo cuarteto de cuerda, Streams (2003) en respuesta a El arte de la fuga de Bach, que fue encargado por el Brentano String Quartet. En 2007, el maestro de gayageum, Yi Ji-young, le encargó que escribiera una obra para gayageum y un conjunto de instrumentos tradicionales coreanos. Su grupo, Contemporary Music Ensemble of Korea (CMEK), estrenó Eternal Pine en 2008. Chou escribió una versión para instrumentos occidentales, Ode to Eternal Pine (2009), para el New York New Music Ensemble (NYNME) y una versión para instrumentos tradicionales chinos, Sizhu Eternal Pine (2012; su primer y único trabajo para un conjunto completo de instrumentos chinos), para la Orquesta China de Taipéi.